# Ahmed Karahisari
Ahmed Karahisari (osmanisch احمد شمس الدین قره حصاری İA Aḥmed Şemseddīn Ḳaraḥiṣārī; * um 1468 in Karahisar; † 1556 in Istanbul) war ein einflussreicher osmanischer Kalligraf des 16. Jahrhunderts. Zusammen mit Şeyh Hamdullah und Hâfız Osman gilt er als einer der drei wichtigsten osmanischen Kalligrafen.

## Leben
Der Überlieferung nach wurde Karahisari als Kind von dem Kalligrafen Yahya el-Sofi († 1477) in Edirne unterrichtet. In den Nachschriften seiner erhaltenen Werke erwähnt Karahisari selbst nur einen Esedullah el-Kirmâni als Lehrer, von dem nur ein Manuskript in Istanbul erhalten ist. Da aus Istanbul keine Aufzeichnungen über eine Tätigkeit el-Kirmânis existieren, gilt es als möglich, dass Karahisari bei ihm in Persien studiert hat, möglicherweise am Hof der Aq Qoyunlu. Karahisari soll vor der Caferabad-Tekke in Sütlüce, einem Stadtbezirk von Istanbul, begraben worden sein.

## Werke
Karahisari ist bekannt für seine Kalligrafien, für die er die künstlerischen Rundschrifttypen Sülüs und Naschī verwendete. Seine Arbeit zeichnet sich durch einen experimentellen Umgang mit den kanonischen Buchstabenformen der islamischen Kalligrafie aus. Er wird in Verbindung gebracht mit den kalligrafischen Inschriften der Süleymaniye-Moschee, die 1557 eingeweiht wurde. Seine erhaltenen Werke, ausnahmslos Auftragsarbeiten für den osmanischen Hof, sind zwischen 1527 und 1554 datiert. Eine seiner wichtigsten Kalligrafien, eine Koranabschrift für Süleyman I., wird heute in der Bibliothek des Topkapı-Palastmuseums, Istanbul, aufbewahrt. Weitere erhaltene Werke sind ein Lehralbum (müfredat) und ein Album in „Kettenschrift“ (musalsal), das in einer durchgehenden Bewegung geschrieben ist, ohne die Feder vom Papier zu nehmen. Die experimentellen Arbeiten Karahisaris wurden im 19. Jahrhundert von Mustafa Rakım Efendi wiederentdeckt und gehören, dank der damals angefertigten lithografischen Reproduktionen, zu den bekanntesten Werken der osmanischen Kalligrafie.

## Galerie

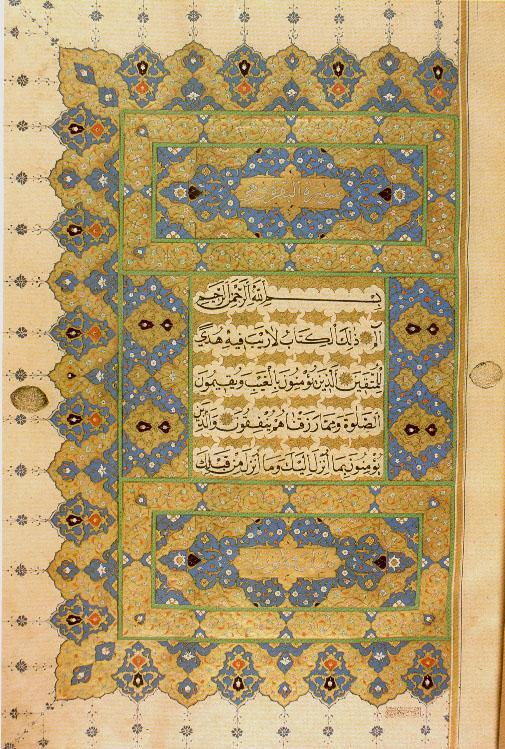
Koranhandschrift von Ahmed Karahisari, Topkapı-Palastmuseum, Istanbul
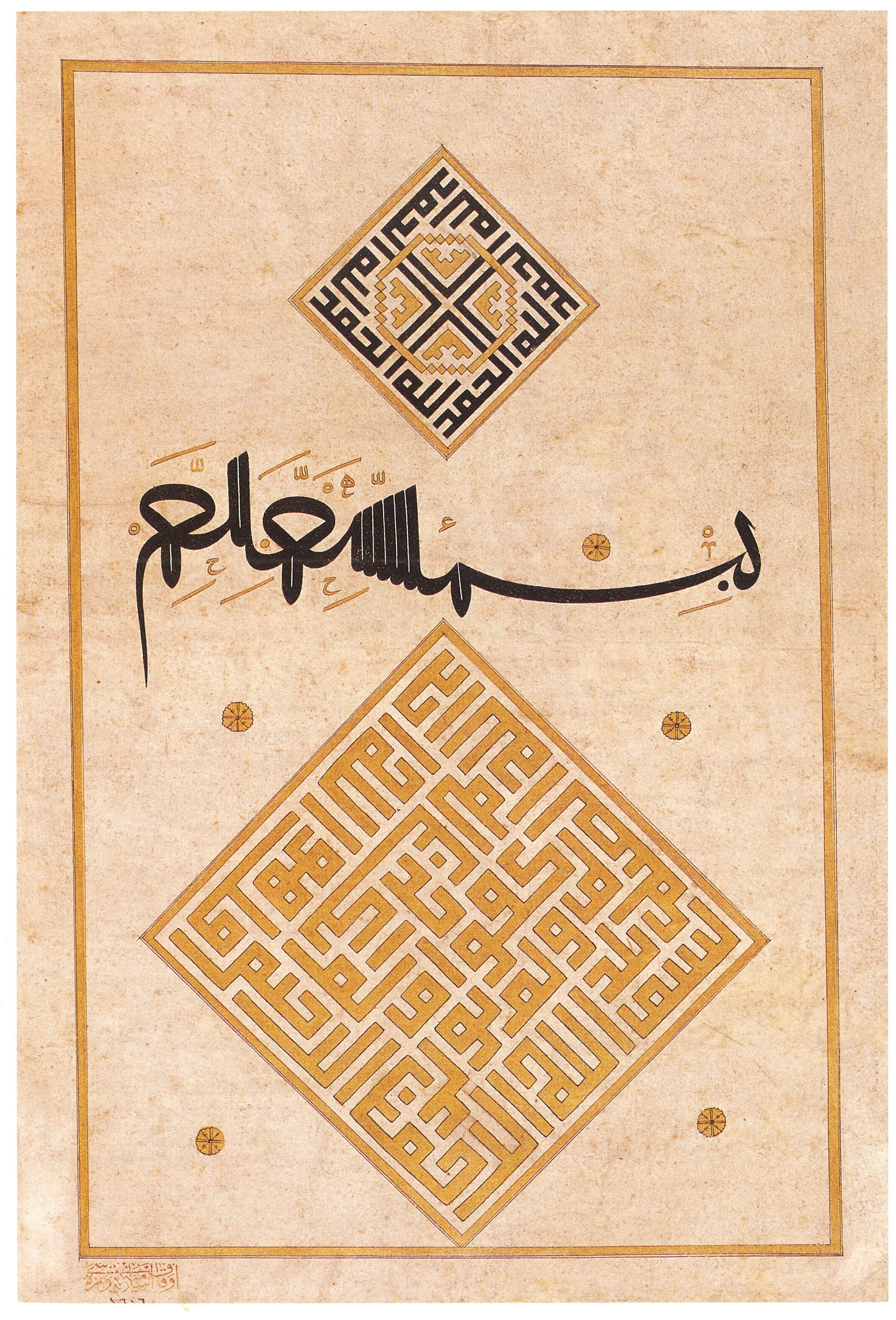
Rechte Seite eines doppelseitigen Frontispizes zu einem Manuskript mit religiösen Texten, angefertigt für Süleyman I., ca. 1550
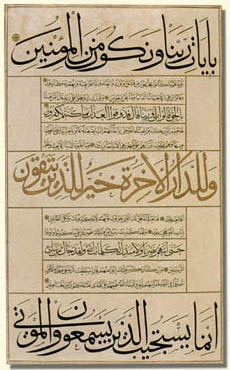
Sure Al-An'am, geschrieben in Muhaqqaq, Thuluth und Naschī
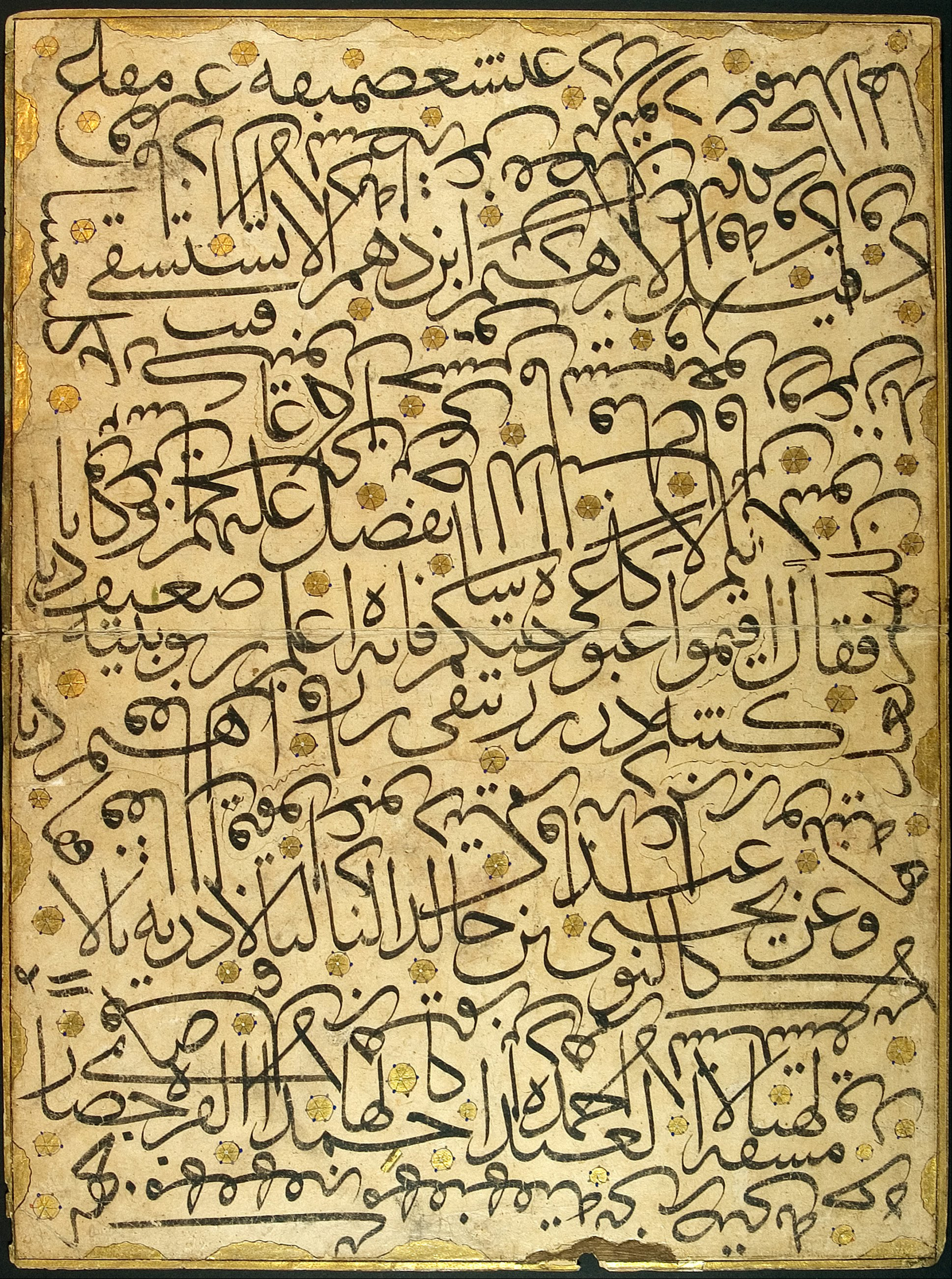
Karalama (kalligrafische Übung). ca. 1470